# Partido Comunista Português
Der Partido Comunista Português [pɐɾ'tidu kumu'niʃtɐ puɾtu'geʃ] anhörenⓘ, zu deutsch Portugiesische Kommunistische Partei, auch abgekürzt PCP, ist eine der ältesten, heute noch aktiven kommunistischen Parteien Westeuropas.
1987 ging sie mit den Grünen das Wahlbündnis Coligação Democrática Unitária (CDU, Dt.: Vereinte Demokratische Koalition) ein und tritt seitdem bei Wahlen in Portugal unter diesem Namen an.
Generalsekretär der Partei ist Paulo Raimundo. Die Partei ist mit 4 Abgeordneten in der portugiesischen Nationalversammlung vertreten. Sie stellt außerdem einen Abgeordneten im Europäischen Parlament, der dort Teil der Fraktion „Die Linke im Europäischen Parlament – GUE/NGL“ ist.
Die Partei verfügt mit der Confederação Geral dos Trabalhadores Portugueses (CGTP) über eine ihr politisch nahestehende Gewerkschaft, eine eigene Jugendorganisation, die Juventude Comunista Portuguesa (JCP), sowie mit Avante! über eine eigene, wöchentlich erscheinende Parteizeitung, deren jährliches Pressefest „Festa do Avante!“ eine bedeutende kulturelle Veranstaltung in Portugal und die größte Versammlung der Partei ist.

## Geschichte

### Gründung der Partei
Der PCP wurde am 6. März 1921 als portugiesische Sektion der Kommunistischen Internationalen (Komintern) gegründet. Er hatte seine Vorläufer in der Gewerkschafts- und Arbeiterbewegung sowie anarcho-gewerkschaftlichen Strömungen aus der Frühzeit der Ersten Portugiesischen Republik. 1923 führte der PCP seinen ersten Parteitag in Lissabon durch.

### Estado Novo: In der Illegalität
Der Putsch vom 28. Mai 1926 beseitigte die Erste Republik in Portugal. An ihre Stelle trat der Estado Novo, eine Militärdiktatur, die sich graduell zu einem autoritären, faschistoiden Ständestaat unter der Führung von Salazar entwickelte. Bereits unmittelbar nach dem Putsch von 1926 wurde die Kommunistische Partei verboten; erst 1974, nach der Nelkenrevolution, wurde der PCP als Partei wieder zugelassen.
Bento António Gonçalves organisierte die Partei in der Illegalität neu. Nach Salazars Machtübernahme wurden die Partei und ihre Führer Hauptziel staatlicher Unterdrückungsmaßnahmen; viele Funktionäre wurden von der Geheimpolizei PIDE verhaftet, gefoltert und in Internierungslager gesteckt. Auch Gonçalves wurde verhaftet und verstarb im Internierungslager Tarrafal auf den Kapverden. Als Generalsekretär folgte ihm Álvaro Cunhal, der dieses Amt bis 1992 innehatte.
Eine kommunistisch inspirierte Meuterei auf zwei im Tejo vor Anker liegenden Kriegsschiffen der Portugiesischen Marine im September 1936 konnte rasch niedergeschlagen werden. 1938 wurde die Partei aus der Komintern ausgeschlossen, die zunehmend unter stalinistischen Einfluss geriet. Erst 1947 nahm die Partei wieder Beziehungen zur KPdSU und zur Sowjetunion auf. 1945 kam es zu einer zeitweiligen vorsichtigen Liberalisierung des Salazar-Regimes; mit der „Bewegung der Demokratischen Einheit“ (Movimento de Unidade Democrática, MUD) wurde eine Oppositionsgruppe zugelassen, innerhalb der es den Kommunisten schnell gelang, an Einfluss zu gewinnen. 1948 wurde das MUD wieder verboten. Álvaro Cunhal reiste nach Wiederaufnahme der Beziehungen in die Sowjetunion und wurde bei seiner Rückkehr nach Portugal von der PIDE verhaftet. Bis zu seiner Flucht 1960 blieb er inhaftiert; danach lebte er bis zur Nelkenrevolution 1974 zunächst im Exil in Moskau, später in Prag. 1961 wurde er im Exil zum Generalsekretär der Partei gewählt.
1957 führte die Partei in Kiew ihren ersten Parteitag außerhalb Portugals durch, dabei stellte sie sich auf die Seite der sich bildenden afrikanischen Befreiungsbewegungen, die die Unabhängigkeit der portugiesischen Kolonien vom Mutterland erkämpfen wollten.

### Nelkenrevolution und Neubeginn
Die Nelkenrevolution vom 25. April 1974 beendete die Diktatur in Portugal. Am 27. April wurden die politischen Häftlinge, darunter viele Kommunisten freigelassen, am 30. April kehrte Álvaro Cunhal aus seinem Pariser Exil nach Lissabon zurück. Zum ersten Mal seit 48 Jahren wurde der Maifeiertag in Portugal wieder begangen. Mehr als eine halbe Million Menschen nahmen an der zentralen Veranstaltung teil, bei der Álvaro Cunhal und der Sozialist Mário Soares die Hauptredner waren.
Am 17. Mai 1974 konnte das Parteiblatt Avante! (seit 1931 heimlich veröffentlicht) zum ersten Mal wieder legal in Portugal erscheinen, am 20. Oktober führte die Partei erstmals wieder einen legalen (VII) Parteitag im Lande durch, und am 12. Januar 1975 erreichten die Kommunisten als erste Partei ihre Wiederzulassung im neuen Portugal.
Nach dem gescheiterten Putsch vom 11. März 1975 der eher konservativen Anhänger des Ex-Präsidenten Spínola verschärfte die provisorische Regierung von Ministerpräsident Vasco Gonçalves, an der auch kommunistische Minister beteiligt waren, ihren sozialistischen Kurs. Eine Reihe von Maßnahmen wurden durchgeführt, darunter auch die Verstaatlichung der portugiesischen Banken, was auch vom PCP gefordert worden war. Die Partei widmete sich in dieser Zeit vor allem der Frage der Landreform. Vor allem der Alentejo mit seinen durch große Latifundien und einer Vielzahl landloser Bauern gekennzeichneten Landstrichen, insbesondere um Beja, Évora und Setúbal, wurde so zu einer verlässlichen Hochburg der Partei.
Bei den Wahlen zur Verfassunggebenden Versammlung am 25. April 1975 erreichte die Partei 12,52 % der Stimmen und 30 Abgeordnetenmandate. Wie von ihr gewünscht, enthielt die neue portugiesische Verfassung denn auch mehrmals den Begriff „Sozialismus“ und erwähnte sogar einmal die „klassenlose Gesellschaft“.
Bei den ersten Parlamentswahlen unter der neuen Verfassung am 25. April 1976 erlangte der PCP 14,56 % der Stimmen und 40 Mandate. Wahlsieger waren jedoch die Sozialisten, die eine Minderheitsregierung stellten. Premierminister wurde Mário Soares. Auf ihrem achten Parteitag noch im selben Jahr beschloss der PCP seinen Widerstand gegen die von ihr als Rückschritt beim Aufbau des Sozialismus in Portugal konzipierte Politik der neuen Regierung.

### Dritte Republik

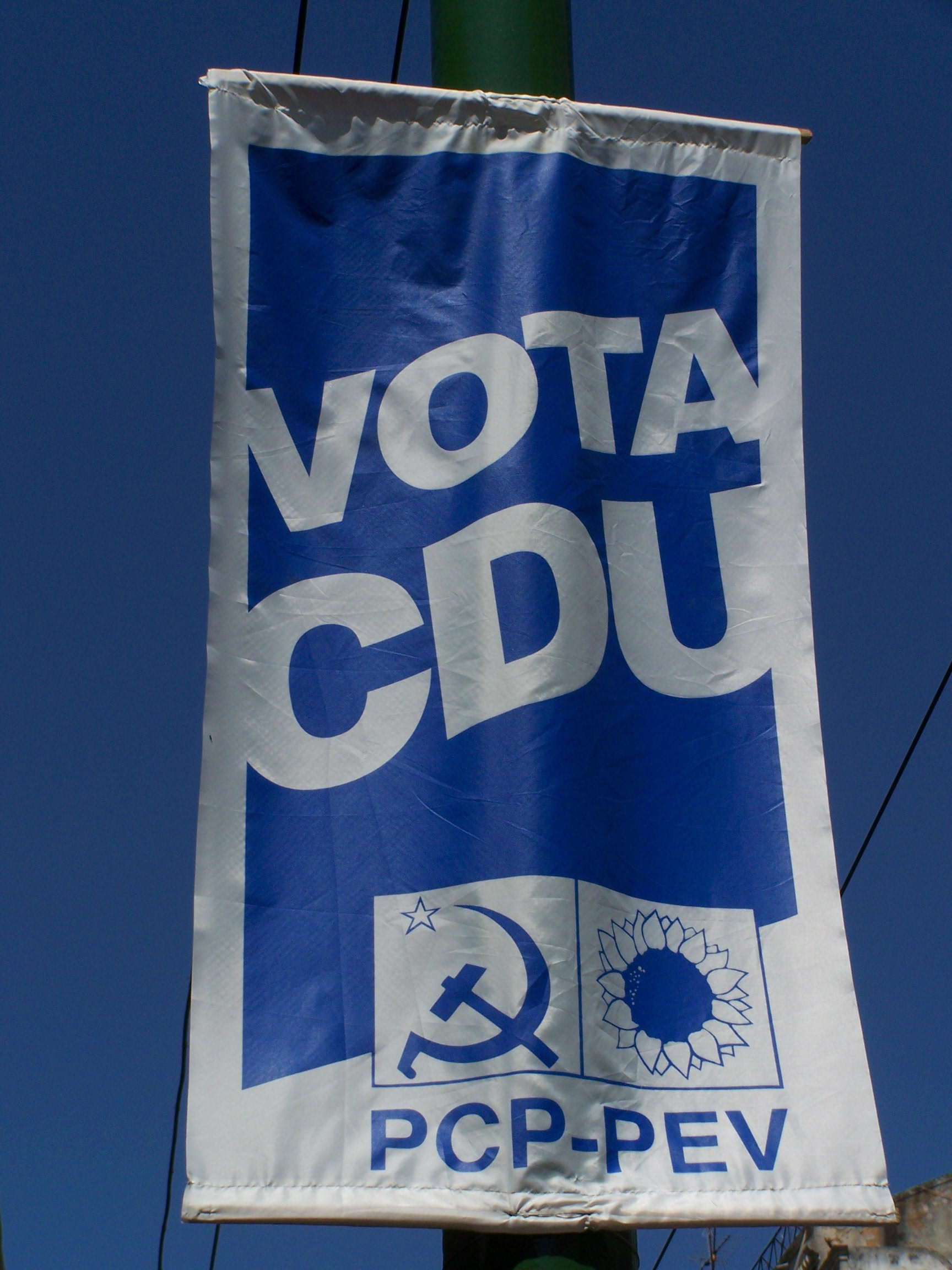
Seit 1987 tritt der PCP gemeinsam mit dem Partido Ecologista – Os Verdes (PEV) in der Listenverbindung Coligação Democrática Unitaria (CDU) an – Wahlwerbung zur Stadtratswahl in Lissabon 2007

Bei den Parlamentswahlen 1979 trat die Partei mit einer Gemeinschaftsliste „Allianz des Vereinigten Volkes“ (Aliança Povo Unido, APU) gemeinsam mit der „Portugiesischen Demokratischen Bewegung“ (Movimento Democrático Português, MDP/CDE), einer noch aus der Zeit des Widerstandes gegen den Estado Novo stammenden Gruppierung, an. Die APU erhielt 18,96 % der Stimmen und 47 Abgeordnete. Wahlsieger wurden allerdings die konservativen Sozialdemokraten, deren Vorsitzender Sá Carneiro neuer Ministerpräsident wurde. Die neue Regierung versuchte, die aus der Zeit unmittelbar nach der Nelkenrevolution stammenden sozialistischen Maßnahmen Schritt für Schritt wieder zu beseitigen, und traf daher auf den entschiedenen Widerstand des PCP. Bei den Wahlen 1980 kam der PCP nur noch auf 41 Abgeordnete, die Sozialdemokraten konnten ihre Führung ausbauen. Auch 1983 trat die Partei mit der Gemeinschaftsliste APU an, auf die 18,2 % der Stimmen beziehungsweise 44 Mandate entfielen.
Bei den Präsidentschaftswahlen von 1986 gelang Mário Soares ein Überraschungssieg, als er mit 25 % auf den zweiten Platz kam vor dem Kandidaten des PCP, Salgado Zenha, der 21 % erreichte. Sieger in der ersten Runde wurde der Kandidat der Konservativen, der CDS-Vorsitzende Diogo Freitas do Amaral. Die Kommunisten schafften es also nicht in die zweite Runde der Präsidentschaftswahlen, die sich zwischen Soares und Freitas do Amaral entscheiden sollten. Der PCP berief daher kurzfristig einen Sonderparteitag ein, bei dem er seine Anhänger aufrief, für Soares zu stimmen, der gegenüber Freitas do Amaral als das kleinere Übel angesehen wurde. Soares wurde dann auch neuer Staatspräsident.
1987 kam es erneut zu Parlamentswahlen. Der PCP hatte sich inzwischen mit dem MDP/CDE, seinen Partner innerhalb der APU, überworfen und trat deshalb mit einer neuen Listenvereinigung: die „Coligação Democrática Unitaria“ verband den PCP mit der Grünen Partei (PEV), sie hat bis heute Bestand. Die CDU errang 1987 12,18 % der Stimmen und 31 Abgeordnetenmandate.

### Nach dem Zerfall der Sowjetunion
Gegen Ende der achtziger Jahre ereigneten sich einschneidende Entwicklungen welthistorischen Ausmaßes. Der Zusammenbruch des Sozialismus in Ost- und Mitteleuropa, die Deutsche Wiedervereinigung (1990) sowie die Auflösung der Sowjetunion (1991) illustrierten deutlich die Krise des Kommunismus, zumindest in seiner sowjetischen Ausprägung.
Die meisten westeuropäischen kommunistischen Parteien reagierten auf diese Entwicklungen mit einer mehr oder weniger starken Abwendung vom Marxismus-Leninismus, hin zu einem pluralistischen und weniger dogmatischen Sozialismus. Ein Beispiel dafür war die Entwicklung des Parteiprogramms der PDS in Deutschland im Vergleich zum Programm der SED. Der PCP ging allerdings einen anderen Weg: auf einem außerordentlichen Parteitag 1990 wurde nach einer heftigen Debatte die Hinwendung der Partei zum Marxismus-Leninismus bekräftigt, und Álvaro Cunhal als Garant für das Festhalten am alten Kurs als Generalsekretär der Partei wiedergewählt.
Die Entscheidung der Partei zahlte sich bei den folgenden Wahlen nicht aus. Bei den Parlamentswahlen von 1991 erlangte sie nur noch 8,84 % der Stimmen (17 Abgeordnete). 1992 wurde Carlos Carvalhas zum Nachfolger von Álvaro Cunhal als Generalsekretär der Partei gewählt. Die Wahlen von 1995 brachten einen weiteren Einbruch in der Wählergunst (8,6 %, 15 Mandate), eine leichte Erholung bei den Wahlen von 1999 (9 %, 17 Mandate) war nicht von Dauer, bei den Wahlen von 2002 erzielte der PCP sein bisher schlechtestes Ergebnis mit lediglich 7 % der Stimmen (12 Mandate). Carvalhas trat schließlich 2004 von seinem Posten zurück, Jerónimo de Sousa wurde sein Nachfolger. Unter seiner Führung gelang es der Partei bei den Wahlen von 2005, einen leichten Stimmenzuwachs zu verbuchen (7,6 %, 14 Abgeordnete); ebenso bei den darauffolgenden Wahlen im Jahr 2009 (15 Mandate, 7,86 %). Als größter Gegner am politisch linken Rand entwickelte sich insbesondere der Bloco de Esquerda, der vor allem in urbanen Gegenden der PCP Stimmen abgreifen konnte.
Am 12. November 2022 wählte das Zentralkomitee während des XXI. Parteitags Paulo Raimundo ohne Gegenstimmen zum neuen Generalsekretär der Partei. Er löste Jerónimo de Sousa ab, der die Partei 18 Jahre lang geführt hatte.

## Programmatik und innerparteiliche Organisation
Der PCP bezeichnet sich in seinem Programm als „Avantgarde der Arbeiterklasse“, für die der Marxismus-Leninismus „theoretische Grundlage“ der Partei sei („Partido político e vanguarda da classe operária e de todos os trabalhadores (…)“, „A base teórica do PCP é o marxismo-leninismo“).
Die innere Struktur des PCP basiert auf dem demokratischen Zentralismus. Oberstes Organ der Partei ist der Parteitag, der aus gewählten Delegierten besteht und vom Zentralkomitee mindestens alle vier Jahre einberufen werden muss. Zwischen den Parteitagen obliegt dem Zentralkomitee, das von den Parteitagen gewählt wird, als Kollektivorgan die Führung der Partei. Aus ihrer Mitte wählen die Mitglieder des Zentralkomitees den Generalsekretär als obersten Repräsentanten der Partei.
Auf dem 17. Parteitag bekräftigte der PCP seine ablehnende Haltung zur Europäischen Verfassung. Diese sei ein Projekt des Neoliberalismus und den Interessen des internationalen Monopolkapitals verpflichtet, das die souveränen Rechte der kleineren Mitgliedstaaten einschränke und damit auch nicht im nationalen Interesse Portugals liege. Darüber hinaus lehnte der Parteitag eine Mitgliedschaft des PCP in der Europäischen Linkspartei ab. Eine supranationale Partei entspräche in der gegenwärtigen Situation bei der Vielfalt der ideologischen Positionen nicht den Anforderungen, sondern stelle eher ein Zugeständnis an die Strukturen der EU dar. Auch den Euro lehnt die Partei in seiner jetzigen Form ab; nicht, weil sie prinzipiell gegen eine europäische Gemeinschaftswährung wäre, sondern weil sie die mit der Währungsunion verbundenen Maastrichtkriterien als neoliberal und den Interessen der portugiesischen Arbeiter und Bauern entgegengesetzt bezeichnet.
In der Wirtschaftspolitik tritt der PCP für eine gemischte Wirtschaft ein, bei der Schlüsselbereiche (Energie, Industrie, Transport, Kommunikation) von staatlichen Betrieben sichergestellt werden sollen. Die Partei fordert weiterhin eine Landreform mit Enteignung der großen Latifundien und Übergabe der Ländereien an Kleinbauern und Kooperativen. In der Außen- und Militärpolitik tritt die Partei für die Auflösung aller militärischen Bündnisse ein und hinterfragt somit auch die Mitgliedschaft des Landes in der NATO. Der PCP sprach sich gegen die Teilnahme Portugals an der Koalition der Willigen während des jüngsten Irakkrieges aus. Die Partei tritt auch für die Legalisierung von Abtreibung ein, im stark katholisch geprägten Portugal ein besonders umstrittenes Thema.

## Generalsekretäre
- 1929–1942: Bento António Gonçalves
- 1942–1961: Júlio Fogaça
- 1961–1992: Álvaro Cunhal
- 1992–2004: Carlos Carvalhas
- 2004–2022: Jerónimo de Sousa
- 2022–0000: Paulo Raimundo

## Wahlergebnisse

### Parlamentswahlen
| Wahljahr | Bemerkungen                   | Ergebnis % | Mandate des Wahlbündnis | Mandate der PCP | +/-  |
| 1975     | Verfassunggebende Versammlung | 12,52      |                         | 30/250          |      |
| 1976     |                               | 14,56      |                         | 40/263          | ▲ 10 |
| 1979     | APU                           | 18,96      | 47                      | 44/250          | ▲ 4  |
| 1980     | APU                           | 16,8       | 41                      | 39/250          | ▼ 5  |
| 1983     | APU                           | 18,2       | 44                      | 41/250          | ▲ 2  |
| 1985     | APU                           | 15,5       | 38                      | 35/250          | ▼ 6  |
| 1987     | CDU                           | 12,18      | 31                      | 29/250          | ▼ 6  |
| 1991     | CDU                           | 8,84       | 17                      | 15/230          | ▼ 14 |
| 1995     | CDU                           | 8,6        | 15                      | 13/230          | ▼ 2  |
| 1999     | CDU                           | 9,0        | 17                      | 15/230          | ▲ 2  |
| 2002     | CDU                           | 7,0        | 12                      | 10/230          | ▼ 5  |
| 2005     | CDU                           | 7,6        | 14                      | 12/230          | ▲ 2  |
| 2009     | CDU                           | 7,86       | 15                      | 13/230          | ▲ 1  |
| 2011     | CDU                           | 7,91       | 16                      | 14/230          | ▲ 1  |
| 2015     | CDU                           | 8,25       | 17                      | 15/230          | ▲ 1  |
| 2019     | CDU                           | 6,34       | 12                      | 10/230          | ▼ 5  |
| 2022     | CDU                           | 4,29       | 6                       | 6/230           | ▼ 4  |
| 2024     | CDU                           | 3,17       | 4                       | 4/230           | ▼ 2  |
| 2025     | CDU                           | 2,91       | 3                       | 3/230           | ▼ 1  |

### Präsidentschaftswahlen
| Wahljahr | Kandidat                   | Ergebnis % | Platz |
| 1976     | Octávio Rodrigues Pato     | 7,6 %      | 4     |
| 1980     | Carlos Alfredo de Brito    |            |       |
| 1986     | Francisco Salgado Zenha    | 20,6 %     | 3     |
| 1991     | Carlos Alberto Carvalhas   | 12,9 %     | 3     |
| 1996     | Jerónimo Carvalho de Sousa |            |       |
| 2001     | António Simões de Abreu    | 5,1 %      | 3     |
| 2006     | Jerónimo Carvalho de Sousa | 8,6 %      | 4     |
| 2011     | Francisco Lopes            | 7,05 %     | 4     |
| 2016     | Edgar Silva                | 3,95 %     | 5     |
| 2021     | João Ferreira              | 4,32 %     | 4     |

(Quelle: Comissão Nacional de Eleições – )
Bei den Wahlen 1980 zog Alfredo de Brito seine Kandidatur vor der Wahl zugunsten von General António Ramalho Eanes zurück. Bei den Wahlen 1996 zog Jerónimo Carvalho de Sousa seine Kandidatur vor der Wahl zugunsten von Jorge Sampaio zurück.

### Europäisches Parlament
| Wahljahr | Bemerkungen | Ergebnis % | Mandate des Wahlbündnis | Mandate der PCP | +/- |
| 1987     | CDU         | 11,50      | 3                       | 3/24            |     |
| 1989     | CDU         | 14,41      | 4                       | 3/24            | ▬   |
| 1994     | CDU         | 11,19      | 3                       | 3/25            | ▬   |
| 1999     | CDU         | 10,32      | 2                       | 2/25            | ▼ 1 |
| 2004     | CDU         | 9,09       | 2                       | 2/24            | ▬   |
| 2009     | CDU         | 10,64      | 2                       | 2/22            | ▬   |
| 2014     | CDU         | 12,69      | 3                       | 3/21            | ▲ 1 |
| 2019     | CDU         | 6,88       | 2                       | 2/21            | ▼ 1 |
| 2024     | CDU         | 4,12       | 1                       | 1/21            | ▼ 1 |